# Florencia Fabris
Florencia Fabris (Buenos Aires, 1975 - Mendoza, 1 de setembro de 2013) foi uma soprano lírica argentina. Iniciou sua carreira no Coro de Niños do Teatro Colón e era uma das expoentes cantoras de ópera na Argentina com grandes apresentações. 
De destaque foram as suas atuações em "I Pagliacci", "Il Trovatore", "Madama Butterfly", "Francesca da Rimini", "Suor Angelica", "Nabucco" (revelação de 22 de novembro de 2009 na prestigiosa obra de Verdi) e "Don Carlos", entre outras.
Faleceu após um mal súbito durante a interpretação de el Requiem, de Giuseppe Verdi no auditório Juan Victoria de San Juan.